# Andreas Heinrich Karl Brandt
Andreas Heinrich Karl Brandt (Magdeburgo, 23 de maio de 1854 — Kiel, 7 de janeiro de 1931), mais conhecido por Karl Brandt, foi um zoólogo, botânico e importante oceanógrafo, pioneiro no estudo do plâncton marinho, das zooxantelas e do desenvolvimento dos recifes de coral.

## Biografia
Karl Brandt era filho do boticário Albert Brandt, de Schönebeck. Estudou história natural na Universidade Humboldt de Berlim. Doutorou-se en 1877 pela Universidade de Halle-Wittenberg.
Após o doutoramento trabalhou como assistente de Emil du Bois-Reymond, no Instituto de Fisiologia da Universidade Friedrich-Wilhelms de Berlim. Também trabalhou, antes de 1882, na Estação Zoólogica de Nápoles. Em 1885, foi habilitado para trabalhar na Universidade de Königsberg, com Carl Chun.
Desde abril de 1887 foi contratado por Karl August Möbius, iniciando funções a 11 de abril de 1888 no Departamento de Zoología da Universidade de Kiel, onde também foi nomeado Director do Instituto e Museu Zoológico.
Desde 1887 a 1913 foi professor da Academia Marinha de Kiel (Marineakademie (Kiel)). Em 1888 asumiu a direcção técnica da expedición para o estudo do plâncton da Alexander-von-Humboldt-Stiftung (Fundação Alexander von Humboldt) sob a supervisão de Victor Hensen.
Trabalhou intensamente no estudo do papel dos nutrientes no mar e determinou a importância biológica do azoto e fósforo em solução  e a sua ligação com a vida marinha.
Brandt aposentou-se em 1922, passando a professor emérito a Universidade de Kiel. Em 1924, após a morte de Victor Hensen, assumiu a presidência da comissão científica prussiana criada para estudar os mares alemães (Preußischen wissenschaftlichen Kommission zur Untersuchung der deutschen Meere).

## Obras publicadas
Entre muitas outras, é autor das seguintes obras:
- Karl Brandt. Ueber Actinosphærium Eichhornii. Dissertation, Halle 1877
- Karl Brandt. Ueber die biologischen Untersuchungen der Plankton-Expedition. In: Naturwissenschaftliche Rundschau 5, 1890, pp. 112–114
- Karl Brandt und Johannes Reibisch: Der Stoffhaushalt im Meere. Schweizerbart, Stuttgart 1933 (=Handbuch der Seefischerei Nordeuropas 1 ( 6)
- Karl Brandt, Carl Apstein (eds.) Nordisches Plankton, acht Bände, Lipsius und Tischer, Kiel und Leipzig 1901–1942